# Phare de Point Bolivar
Le phare de Point Bolivar (en anglais : Point Bolivar Light), était un phare historique situé à Port Bolivar  dans le Comté de Galveston au Texas.
Il est inscrit au Registre national des lieux historiques depuis le 18 août 1977 sous le n° 77001445.

## Histoire
Le premier phare a été construit en 1852 en fonte fabriquée à la fonderie de Baltimore Henry R. Hazlehurst (en). Il a été abattu pendant la guerre de Sécession afin que les navires de guerre de l'Union ne puissent pas l'utiliser comme aide à la navigation.
Le phare actuel , construit en 1872, est le deuxième sur le site. Il a servi pendant 61 ans avant d'être mis à la retraite en 1933, date à laquelle il a été remplacé par un phare différent.

Identifiant : ARLHS : USA-069.

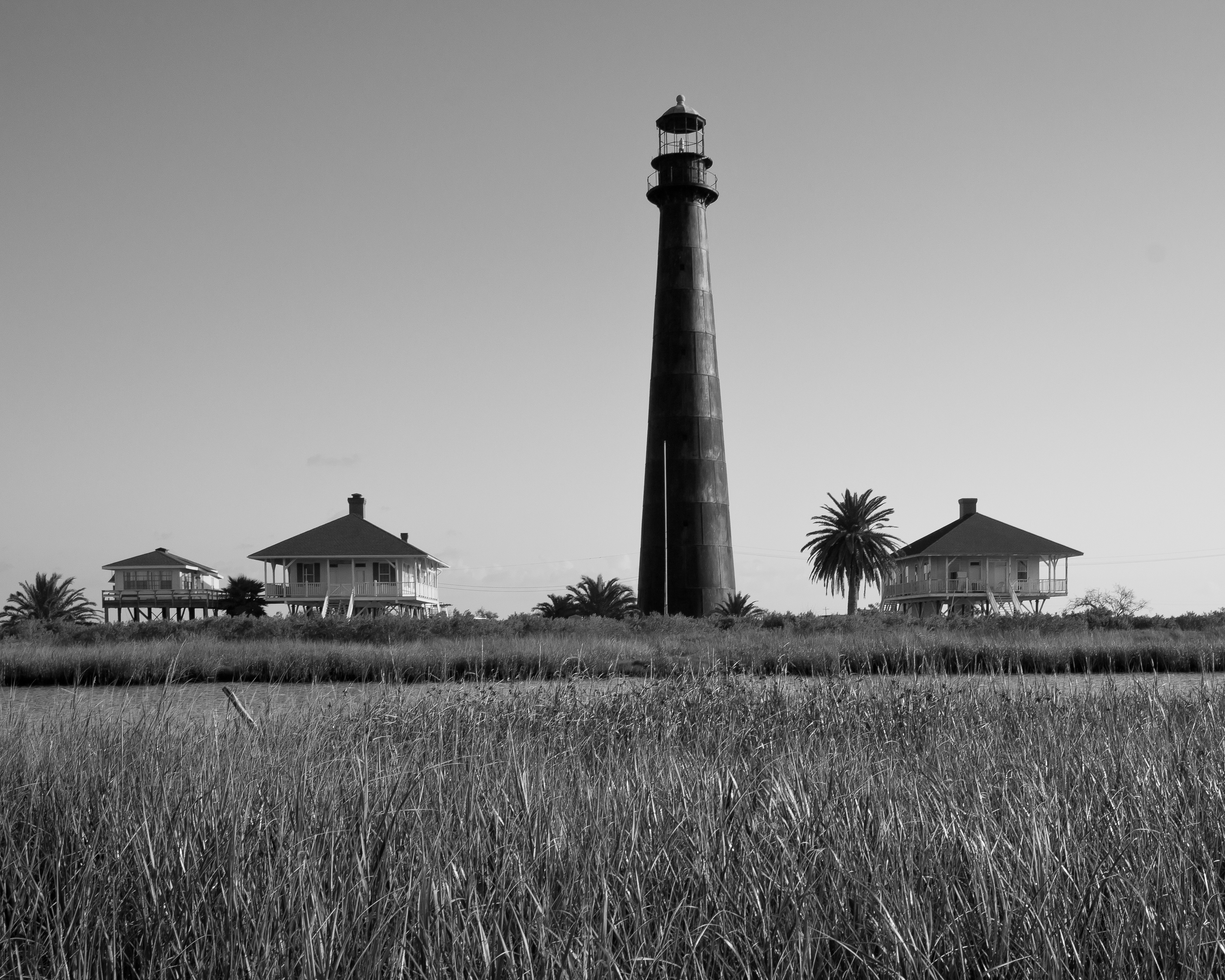
Le phare (actuel)
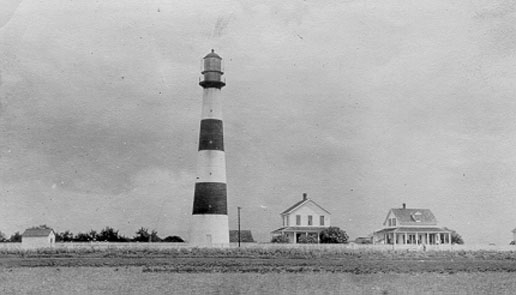
Le phare (USCG)

### Lien connexe
- Liste des phares du Texas